# Sprachökonomie
Unter Sprachökonomie versteht man die natürliche Neigung von Sprachnutzern, auf Sprachformen so einzuwirken, dass die Kommunikation zwischen Sender und Empfänger gewährleistet ist, bei einem für beide möglichst geringen Aufwand (mit Reduktion des Sprech- und Schreibaufwandes). Sprachökonomie ist eine der Ursachen für Sprachwandel.

## Zur Geschichte des Begriffs
Sprachökonomie wird nicht selten mit André Martinets Gesetz des geringsten Aufwandes (loi du moindre effort) in Verbindung gebracht, ist aber wesentlich älter. Schon William Dwight Whitney verwendet den Ausdruck economy, und auch bei Otto Jespersen taucht der Terminus auf. Der Terminus wird jedoch in früheren Werken nicht einheitlich verwendet. Bei einigen ist damit nur das „Streben nach dem geringsten Aufwand“ gemeint; bei anderen kommt folgender entscheidender Aspekt hinzu: „... ohne den kommunikativen Erfolg einzubüßen“. Letzteres wird bereits von Francesco Scerbo angemahnt, in jüngerer Zeit von Elke Ronneberger-Sibold wieder besonders hervorgehoben: „Ökonomisch Handeln bedeutet gerade nicht Verzichten, sondern die vorhandenen Kräfte so einteilen, daß man möglichst wenig davon braucht, um sein Ziel zu erreichen – in der Sprache der Wirtschaft ausgedrückt: Rationalisieren“ (Ronneberger-Sibold 1980: 239). Das Ökonomieprinzip ist also, um in der wirtschaftlichen Metaphorik zu bleiben, nicht kostenorientiert, sondern kosten- und nutzenorientiert oder produzenten- und kundenorientiert, gewissermaßen das Suchen nach dem Gleichgewichtspreis. Dabei spielen alle Faktoren eine Rolle, sowohl die Kosten betreffenden (motorischer und kognitiver Aufwand bei der Sprachproduktion) als auch die Nutzen betreffenden (z. B. überzeugen, darstellen, sich hervorheben, Beziehung knüpfen usw.). Nur in diesem erweiterten Sinne kann Sprachökonomie als universale Erklärung für Sprachinnovation akzeptiert werden.

## Sprachökonomie als Triebkraft von Sprecher und Hörer
Sprachökonomie ist kein einfaches Konzept. Man kann einige Aspekte unterscheiden, so das Bedürfnis des Sprechers, seinen Artikulationsaufwand zu verringern, also zum Beispiel unbetonte Endungen von Wörtern auszulassen. Dem steht das Bedürfnis des Hörers entgegen, mit möglichst wenig Aufwand das, was gesagt wurde, zu verstehen; dazu muss der Hörer darauf bestehen, dass der Sprecher immer so viel Aufwand treibt, dass ihm, dem Hörer, die nötige Information übermittelt wird; der Sprecher kann also nicht beliebig viel auslassen, wenn er noch verstanden werden will. Diese und weitere Überlegungen zur Sprachökonomie gehen in die Linguistische Synergetik (Köhler 1986; 2005) ein, ein Konzept, das die unterschiedlichen Bedürfnisse von Sprechern und Hörern (entsprechend übertragbar auf Schreiber und Leser) zu integrieren versucht.